# زنان در رایانش
زنان در اوایل قرن بیستم جزو اولین برنامه نویسان بودند و به‌طور قابل توجهی در این صنعت نقش داشتند. با تغییر فن آوری و شیوه‌ها، نقش زنان به عنوان برنامه نویسان تغییر کرده‌است و تاریخ ثبت شده این رشته دستاوردهای آنها را پایین آورده‌است.

## تاریخ
از قرن ۱۸ میلادی، زنان در محاسبات علمی و علوم رایانه ای نقش داشته‌اند، از جمله پیش‌بینی‌های نیکول-رین لپوت از ستاره دنباله دار هالی، و محاسبه ماریا میچل از حرکت زهره. اولین الگوریتم در نظر گرفته شده برای اجرای یک رایانه توسط آدا لولاسی بود که پیشگام این زمینه بوده‌است. گریس هاپر اولین شخصی بود که یک کامپایلر را برای یک زبان برنامه‌نویسی طراحی کرد. در طول قرن نوزدهم و اوایل قرن بیستم و تا جنگ جهانی دوم، برنامه‌نویسی عمدتاً توسط زنان انجام می‌شد. مثالهای قابل توجه شامل رایانه‌های هاروارد، رمزگذاری در پارک بلتلی و مهندسی در ناسا است.

### افغانستان

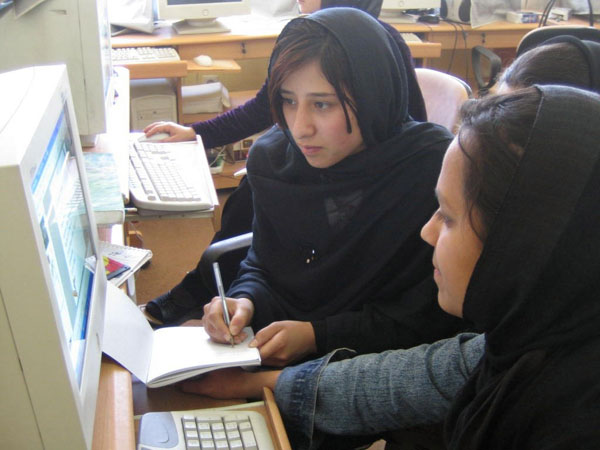
دانشجویان افغان به عنوان کاربر رایانه

فرشته فروغ زنی افغان که در زمینه برنامه‌نویسی رایانه است امروز دانش خود را با دیگر دختران تقسیم می‌کند. او می‌خواهد این فرصت را در اختیار دیگر دختران افغان هم بگذارد؛ بنابراین او Code to Inspire را تأسیس کرده‌است؛ یک مؤسسه غیرانتفاعی که به عنوان مدرسه‌ای برای دانشجویان زن عمل کرده و در شهر هرات افغانسان، به آن‌ها چگونگی کدنویسی را می‌آموزد.
دوره دوسالهٔ کدنویسی برای ۸۰ تن از دختران دانش‌جوی رشتهٔ کامپیوتر ساینس، فارغان این رشته و شماری از دانش‌آموزان مکاتب برای بار دوم به هدف ارتقای ظرفیت دختران در بخش فناوری راه اندازی شد. ساخت اپلیکیشن و نرم‌افزارهای کاربردی توسط بانوان در ولایت هرات در حال افزایش است. در حالی از روند رو به رشد زنان در عرصه تکنولوژی و فناوری معلوماتی سخن به میان می‌آید که شمار بالایی از دختران هراتی مشغول آموزش مهارت‌های کدنویسی، گرافیک، طراحی وب سایت، ساخت برنامه‌های کابردی تلفن‌های همراه به ویژه گیم (بازی) هستند.